# John Gibson (Chemiker)
John Gibson (* 13. Mai 1855 in Edinburgh; † 1. Januar 1914) war ein schottischer Chemiker.
Gibson besuchte die Edinburgh Academy und studierte anschließend Chemie in Heidelberg bei Robert Bunsen, Hermann Kopp und Gustav Robert Kirchhoff. 1876 graduierte er zum Doktor der Philosophie. Nach seiner Rückkehr wurde er Assistent unter Alexander Crum Brown an der University of Edinburgh. 1881 wurde er Chef-Assistent des Laboratoriums, wo er elf Jahre lehrte. 1892 wurde er Professor für Chemie am Heriot-Watt College. Er wurde mit der Challenger Medal ausgezeichnet. 1877 wurde er zum Fellow der Royal Society of Edinburgh gewählt.
Er forschte zur Elektrolyse und analysierte Manganknollen.
1892 veröffentlichte Gibson gemeinsam mit Crum Brown die sogenannte Crum-Brown-Gibson-Regel zur Vorhersage und Erklärung der Orientierung der Substituenten am Benzol und seinen Derivaten.
Die Regel bezog sich auf die Korrelation, dass für einen Substituenten X, bei dem die Wasserstoffverbindung HX durch direkte Oxidation in HOX überführt werden kann, eine Meta-Substitution erfolgt.